# Seitengewehr 84/98

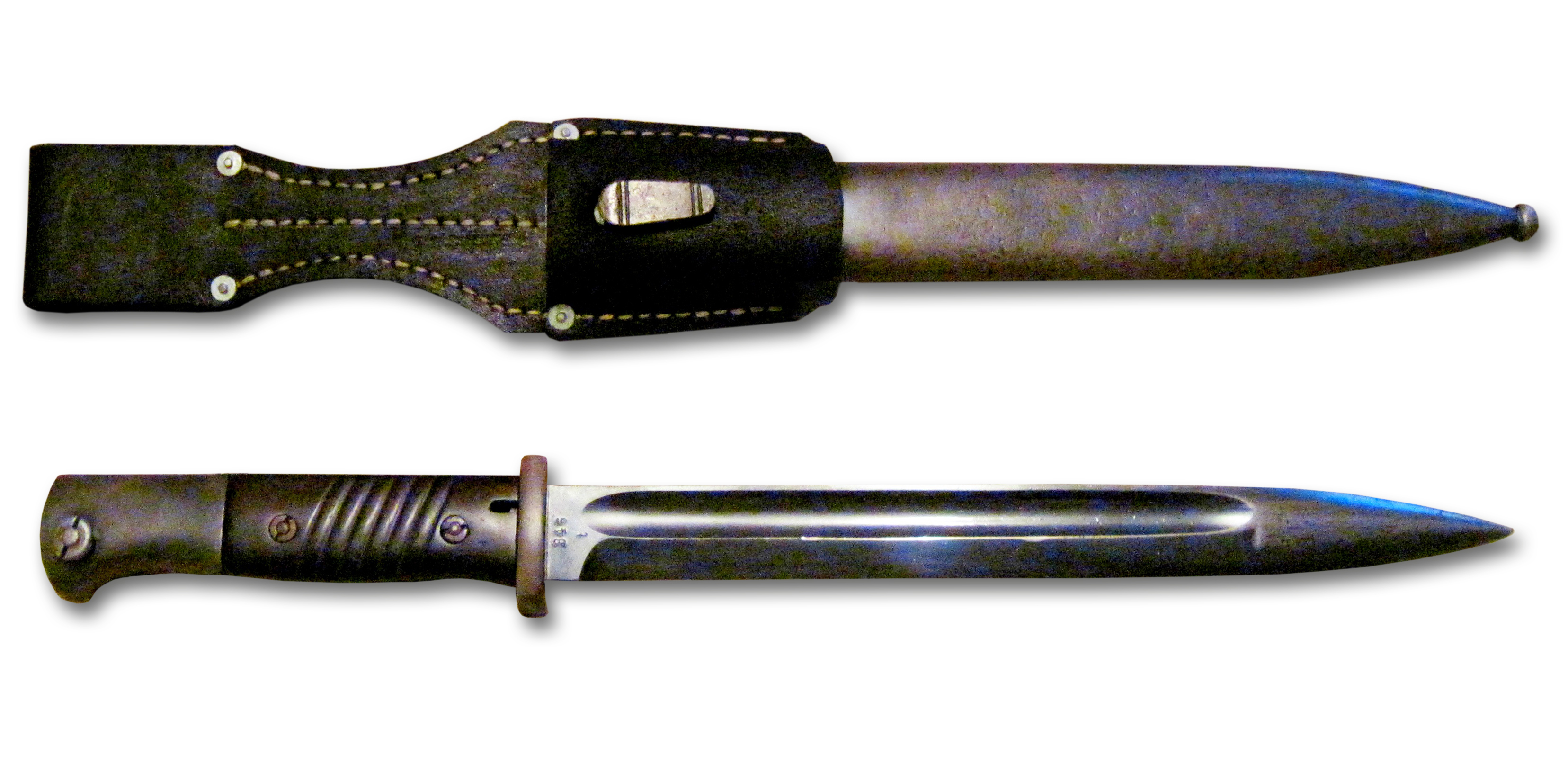
Seitengewehr S84/98 III für den Karabiner 98k

Das Seitengewehr S84/98 war ein Bajonett der deutschen Heere beider Weltkriege.

## Geschichte
Das Seitengewehr 84/98 des Gewehr 98 war aus dem Seitengewehr 71/84 entwickelt worden, bei dem bereits 1886 die Ausgabe an die Truppe erfolgt war. Zwischenzeitlich war das Seitengewehr 71/84 mit der Einführung des Gewehr 88 wieder in den Depots verschwunden und das Seitengewehr M 1871 wieder eingeführt worden, da die Gesamtlänge Gewehr/Bajonett als zu kurz eingeschätzt wurde. Die erste Version des Seitengewehr 84/98 wurde mit der Einführung des Gewehr 98 aus dem Seitengewehr 71/84 konvertiert, indem der Laufring des Seitengewehrs 71/84 entfernt und der Knauf SG 98 montiert wurde. Die Scheide war aus Leder mit Stahlbeschlägen. Das Seitengewehr 84/98 wurde im Ersten Weltkrieg und auch danach von der Reichswehr (Version 2 mit Feuerschutzblech) verwendet. Dieses und die Ausführung 3 der Wehrmacht hatten eine Stahlscheide. Das Seitengewehr 84/98 wurde bis Kriegsende eingesetzt, obwohl mit dem Seitengewehr Modell 42 ein Nachfolger entwickelt worden war.

## Technische Daten
Einschneidige, gerade Klinge mit beiderseitigen, eckigen, flachen Hohlkehlen, Klingenschwäche zweischneidig, mit Mittelspitze. Die Klingenlänge betrug 250 bis 255 mm, die Gesamtlänge variierte von ca. 380 bis 388 mm. Die Griffschalen waren in Ausführung 1 und 2 aus Holz. Die Ausführung 3 der Wehrmacht hatte in der Regel Bakelit-Schalen.